# Фуррер, Йонас
Йо́нас Фу́ррер (нем. Jonas Furrer) (3 марта 1805 года, Винтертур, кантон Цюрих, Швейцария — 25 июля 1861 года, Бад-Рагац, кантон Санкт-Галлен, Швейцария) — швейцарский политик, первый президент Швейцарии. Член Радикально-демократической партии.

## Биография
Сын слесаря Йонаса Фуррера и Анны Магдалены Ханхарт. Окончил школу в Винтертуре, затем обучался праву в Цюрихе, Гейдельберге и Геттингене. В 1828 году стал прокурором в Винтертуре, затем в Цюрихе.
- 2 апреля — 31 декабря 1845 — бургомистр кантона Цюрих.
- 2 апреля — 31 декабря 1845 — президент парламента Швейцарии.
- 1 января — 31 декабря 1847 — бургомистр кантона Цюрих.
- 6 ноября — 21 ноября 1848 — президент Совета кантонов парламента Швейцарии.
- 16 ноября 1848 — 25 июля 1861 — член Федерального совета Швейцарии.
- 21 ноября 1848 — 31 декабря 1849 — президент Швейцарии, начальник политического департамента (министр иностранных дел).
- 1 января 1850 — 31 декабря 1851 — начальник департамента (министр) юстиции и полиции.
- 1 января — 31 декабря 1851 — вице-президент Швейцарии.
- 1 января — 31 декабря 1852 — президент Швейцарии, начальник политического департамента.
- 1 января 1853 — 31 декабря 1854 — начальник департамента юстиции и полиции.
- 1 января — 31 декабря 1855 — президент Швейцарии, начальник политического департамента.
- 1 января 1856 — 31 декабря 1857 — начальник департамента юстиции и полиции.
- 1 января — 31 декабря 1857 — вице-президент Швейцарии.
- 1 января — 31 декабря 1858 — президент Швейцарии, начальник политического департамента.
- 1 января 1859 — 25 июля 1861 — начальник департамента юстиции и полиции.